# Liège Rocha
Maria Liége Santos Rocha (Bahia, 13 de outubro de 1944) é uma militante política e ativista feminista brasileira. 
Iniciou a militância política nos tempos de estudante, na Universidade Federal da Bahia, em 1967. Participo do Congresso da União Nacional dos Estudantes de 1968, em Ibiúna, quando foi presa com outros líderes do movimento estudantil. Cassada pela UFBA em 1969, atuou de forma clandestina entre 1970 e 1976. Nesse período, filiou-se ao PCdoB.
Ajudou a fundar o Movimento Feminino pela Anistia na Bahia, em 1976, e a organizar o II Congresso Nacional da Anistia, em Salvador.

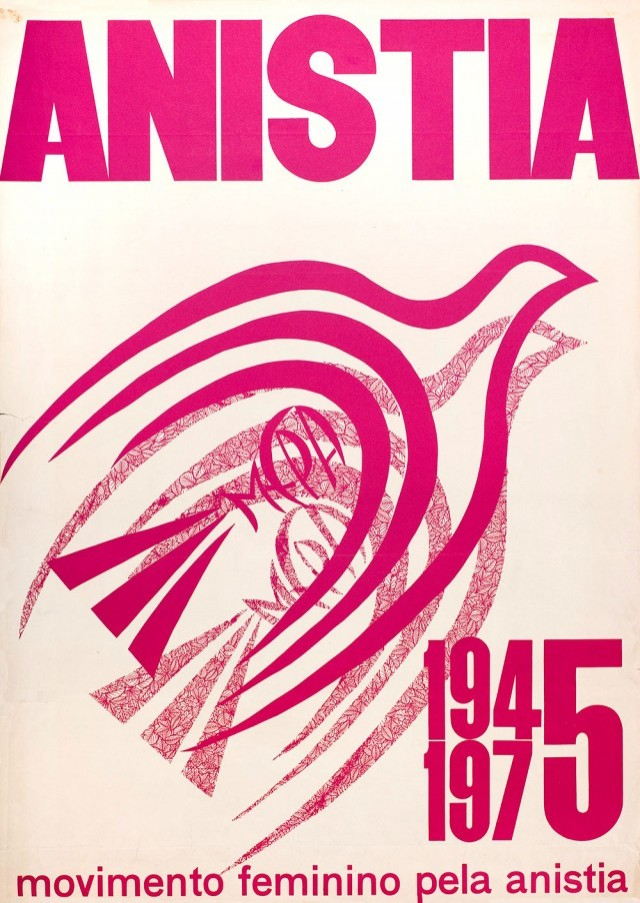
Cartaz do Movimento Feminino pela Anistia, 1975. Acervo: Memorial da Democracia

Na década de 1980 intensificou a militância feminista, com o Movimento de Mulheres na Bahia. Trabalhou na organização do I Encontro da Mulher Baiana, em 1982. Atuou na Comissão que levou à criação do Conselho Municipal dos Direitos da Mulher (na Câmara Municipal de Salvador) e do Conselho Estadual dos Direitos da Mulher (na Assembleia Legislativa da Bahia), em 1985, elegendo-se no mesmo ano presidenta da União de Mulheres de Salvador.
Mudou-se para São Paulo em 1986. Trabalhou no Conselho Estadual da Condição Feminina e na Secretaria Especial de Políticas para as Mulheres. Foi uma das fundadoras da União Brasileira de Mulheres, em 1988. Recebeu o Diploma Bertha Lutz em 2011.